# Championnats d'Europe de gymnastique artistique féminine 2008
Navigation
Édition précédente Édition suivante
Les 27e championnats d'Europe de gymnastique artistique féminine s'est déroulé du 3 au 6 avril 2008 à Clermont-Ferrand.

## Podiums
| Épreuves                                        | Or                                                                                | Argent                                                                                   | Bronze                                                                              |
| ----------------------------------------------- | --------------------------------------------------------------------------------- | ---------------------------------------------------------------------------------------- | ----------------------------------------------------------------------------------- |
| Concours général par équipe résultats détaillés | Roumanie Steliana Nistor Sandra Raluca Izbasa Anamaria Tamarjan Cerasela Pătraşcu | Russie Anna Pavlova Ksenia Semenova Karina Myasnikova Ksenia Afanaseva Svetlana Klyukina | France Cassy Vericel Pauline Morel Marine Petit Laetitia Dugain (Isabelle Severino) |
| Saut de cheval résultats détaillés              | Oksana Chusovitina (GER)                                                          | Carlotta Giovanni (ITA)                                                                  | Francesca Benolli (ITA)                                                             |
| Barres asymétriques résultats détaillés         | Ksenia Semenova (RUS)                                                             | Steliana Nistor (ROU)                                                                    | Dariya Zgoba (UKR)                                                                  |
| Poutre résultats détaillés                      | Ksenia Semenova (RUS)                                                             | Sandra Raluca Izbasa (ROU) Alina Kozich (UKR)                                            |                                                                                     |
| Sol résultats détaillés                         | Sandra Raluca Izbasa (ROU)                                                        | Elizabeth Tweddle (GBR)                                                                  | Anamaria Tamarjan (ROU)                                                             |

## Résultats détaillés

### Concours général par équipe
| Rang | Pays     | Athlètes                                                                             | Points  |
| ---- | -------- | ------------------------------------------------------------------------------------ | ------- |
| 1    | Roumanie | Steliana Nistor Sandra Raluca Izbasa Anamaria Tamarjan Cerasela Pătraşcu             | 181.525 |
| 2    | Russie   | Anna Pavlova Ksenia Semenova Karina Myasnikova Ksenia Afanaseva Svetlana Klyukina    | 179.475 |
| 3    | France   | Cassy Vericel Pauline Morel Marine Petit Laetitia Dugain (Isabelle Severino)         | 177.175 |
| 4    | Italie   | Vanessa Ferrari Carlotta Giovannini Francesca Benolli Lia Parolari Monica Bergamelli | 175.775 |

| Rang | Pays        | Athlètes                                                                              | Points  |
| ---- | ----------- | ------------------------------------------------------------------------------------- | ------- |
| 5    | Ukraine     | Dariya Zgoba Anastasia Koval Alina Kozich Maryna Proskurina Valentina Holenkova       | 175.475 |
| 6    | Royaume-Uni | Rebecca Downie Elizabeth Tweddle Marissa King Laura Jones Hannah Clowes               | 174.050 |
| 7    | Allemagne   | Oksana Chusovitina Katja Abel Joeline Moebius Jenny Brunner (Marie-Sophie Hindermann) | 170.850 |
| 8    | Pays-Bas    | Verona Van De Leur Lichelle Wong Suzanne Harmes Anne Tritten Sanne Wevers             | 166.825 |

### Finales par engins

#### Saut
| Rang | Pays        | Athlète                  | Points |
| ---- | ----------- | ------------------------ | ------ |
| 1    | Allemagne   | Oksana Chusovitina       | 14,812 |
| 2    | Italie      | Carlotta Giovanni        | 14,662 |
| 3    | Italie      | Francesca Benolli        | 14,462 |
| 4    | Suisse      | Ariella Kaeslin          | 14,362 |
| 5    | Russie      | Anna Pavlova             | 14,337 |
| 6    | Biélorussie | Nastassia Marachkouskaya | 14,237 |
| 7    | Hongrie     | Enikoe Korcsmaros        | 14,162 |
| 8    | Royaume-Uni | Rebecca Downie           | 13,500 |

#### Barres asymétriques
| Rang | Pays        | Athlète           | Points |
| ---- | ----------- | ----------------- | ------ |
| 1    | Russie      | Ksenia Semenova   | 15,900 |
| 2    | Roumanie    | Steliana Nistor   | 15,800 |
| 3    | Ukraine     | Dariya Zgoba      | 15,625 |
| 4    | Royaume-Uni | Elizabeth Tweddle | 15,475 |
| 5    | Ukraine     | Anastasia Koval   | 15,425 |
| 6    | Italie      | Lia Parolari      | 14,825 |
| 7    | Russie      | Karina Myasnikova | 14,800 |
| 8    | Royaume-Uni | Rebecca Downie    | 14,700 |

#### Poutre
| Rang   | Pays     | Athlète              | Points |
| ------ | -------- | -------------------- | ------ |
| 1      | Russie   | Ksenia Semenova      | 15,950 |
| 2 (eq) | Roumanie | Sandra Raluca Izbasa | 15,450 |
| 2 (eq) | Ukraine  | Alina Kozich         | 15,450 |
| 4      | France   | Pauline Morel        | 15,300 |
| 5      | Italie   | Vanessa Ferrari      | 15,175 |
| 6 (eq) | Roumanie | Steliana Nistor      | 15,075 |
| 6 (eq) | Espagne  | Lenika De Simone     | 15,075 |
| 8      | Ukraine  | Maryna Proskurina    | 14,650 |

#### Sol
| Rang | Pays        | Athlète              | Points |
| ---- | ----------- | -------------------- | ------ |
| 1    | Roumanie    | Sandra Raluca Izbasa | 15,775 |
| 2    | Royaume-Uni | Elizabeth Tweddle    | 15,525 |
| 3    | Roumanie    | Anamaria Tamarjan    | 14,975 |
| 4    | France      | Marine Petit         | 14,900 |
| 5    | Russie      | Anna Pavlova         | 14,875 |
| 6    | Allemagne   | Oksana Chusovitina   | 14,850 |
| 7    | France      | Cassy Vericel        | 14,775 |
| 8    | Ukraine     | Alina Kozich         | 14,700 |

### Concours général individuel
Les championnats d'Europe 2008 étant des championnats par équipes pour le concours général, ils n'ont donné lieu à aucune finale ni aucun podium pour le concours général individuel. Un classement général individuel avait été établi à l'issue des qualifications mais il n'était qu'indicatif, les qualifications ayant pour unique objectif de sélectionner les 8 meilleurs pays pour la finale par équipes ainsi que les 8 meilleures gymnastes pour chaque finale individuelle par agrès. D'ailleurs, de nombreux gymnastes n'ont participé qu'à certains agrès (par exemple, la Française Cassy Vericel n'a concouru qu'en sol). Seules 40 des 114 gymnastes ayant participé aux qualifications ont concouru sur l'ensemble des quatre agrès.
| Rang | Pays      | Athlète           | Points |
| ---- | --------- | ----------------- | ------ |
| 1    | Roumanie  | Steliana Nistor   | 60,700 |
| 2    | Italie    | Vanessa Ferrari   | 59,350 |
| 3    | France    | Marine Petit      | 58,075 |
| 4    | Allemagne | Katja Abel        | 57,975 |
| 5    | Espagne   | Lenika De Simone  | 57,750 |
| 6    | Ukraine   | Anastasia Koval   | 56,950 |
| 7    | Ukraine   | Maryna Proskurina | 56,625 |
| 8    | Pologne   | Marta Pihan       | 56,425 |

## Tableau des médailles
| Rang  | Nation      | Or | Argent | Bronze | Total |
| ----- | ----------- | -- | ------ | ------ | ----- |
| 1     | Roumanie    | 2  | 2      | 1      | 5     |
| 2     | Russie      | 2  | 1      | -      | 3     |
| 3     | Allemagne   | 1  | -      | -      | 1     |
| 4     | Italie      | -  | 1      | 1      | 2     |
| 4     | Ukraine     | -  | 1      | 1      | 2     |
| 6     | Royaume-Uni | -  | 1      | -      | 1     |
| 7     | France      | -  | -      | 1      | 1     |
| TOTAL | TOTAL       | 5  | 6      | 4      | 15    |